# Christopher Boardman (regatista)
Christopher Boardman   (Norwich, 11 de juny de 1903 - 29 de setembre de 1987) va ser un regatista anglès, vencedor d'una medalla olímpica.
Va estudiar al Royal Naval College de Dartmouth i al Trinity College de la Universitat de Cambridge. El 1934 va formar part de la tripulació de l'Endeavour que va prendre part en el desafiament de la Copa Amèrica de vela.
El 1936 va prendre part en els Jocs Olímpics d'Estiu de Berlín, on va guanyar la medalla d'or en la classe de 6 metres del programa de vela. A bord del Lalage, formà tripulació junt a Miles Bellville, Russell Harmer, Charles Leaf i Leonard Martin. Com a medallista d'or se li va obsequiar amb un plançó de roure que va plantar a How Hill.